# Пугачёв, Арсений Филиппович
Арсе́ний Фили́ппович Пугачёв (1922, Челпаново, Ардатовский уезд — 8 октября 1943, Дымерский район, Киевская область) — советский офицер, участник Великой Отечественной войны, командир батареи 76-мм орудий 241-го гвардейского стрелкового полка 75-й гвардейской стрелковой дивизии 30-го стрелкового корпуса 60-й армии Центрального фронта, гвардии лейтенант, Герой Советского Союза (1943).

## Биография
Арсений Филиппович Пугачёв родился в 1922 году в крестьянской семье в селе Чалпаново (Челпаново) Лобаскинской волости Ардатовского уезда Симбирской губернии, ныне село Челпаново входит в Киржеманское сельское поселение Атяшевского района Республики Мордовия. Мордвин. В семье Филиппа Арсеньевича и Екатерины Леонтьевны Пугачёвых было три сына - Михаил, Арсений и Василий. Семья обзавелась крепким хозяйством, построила на несколько семей маслобойку для отжима льняного, конопляного и подсолнечного масла. Во время коллективизации семья Пугачёвых была раскулачена, но с учётом инвалидности отца, получившего увечье на фронте 1-й мировой войны, была оставлена в деревне.
В 1937 году семья переехала в Челябинскую область, в деревню в 12 км от города Кургана, где Арсений окончил 8 классов, затем работал в колхозе. В городе Кургане учился в лётной школе гражданской авиации (73-я учебная эскадрилья ГВФ), пилот 5-го класса, значкист ГТО и ПВХО.
В Рабоче-крестьянскую Красную Армию призван в 1941 году. В 1942 году окончил 1-е Ленинградское артиллерийское училище имени Красного Октября, эвакуированное в г. Энгельс Саратовской области. На фронтах Великой Отечественной войны с 26 января 1943 года в должности командира взвода батареи 76-мм орудий 241-го гвардейского стрелкового полка 95-й стрелковой дивизии, которая с сентября 1942 года по февраль 1943 года обороняла Сталинград. За оборону Сталинграда 95-й стрелковой дивизии, было присвоено наименование 75-й гвардейской, 241-й стрелковый полк стал 241-м гвардейским стрелковым полком. Гвардии лейтенант Пугачёв был награждён медалью «За оборону Сталинграда».
В составе 241-го гвардейского стрелкового полка А. Ф. Пугачёв участвует в Курской битве в районе Поныри—Ольховатка, сначала отражая немецкое наступление, а затем участвуя в разгроме и преследовании противника. За боевые действия на Курской дуге, образцовое выполнение боевых заданий и проявленные при этом мужество и героизм командир взвода 76-мм орудий 241-го гвардейского полка гвардии лейтенант Пугачёв А. Ф. награждён орденом Отечественной войны I степени. В наградном листе, подписанном командиром 241-го гвардейского стрелкового полка гвардии подполковником Будариным Н. П., сказано:

В боях за высоту 257.0 т. Пугачёв А. Ф. после выбытия из строя расчёта орудия встал сам за орудие и, расстреливая немцев в упор, уничтожил лично один танк противника и до 100 фрицев, а когда орудие вышло из строя, взял автомат и гранаты и продолжал вести бой.
Особо отличился командир батареи 76-мм орудий 241-го гвардейского стрелкового полка  гвардии лейтенант Пугачёв А. Ф. при форсировании реки Днепр севернее Киева, в боях при захвате и удержании плацдарма на правом берегу Днепра в районе сел Глебовка и Ясногородка Дымерского района (укр. Димерський район) Киевской области Украинской ССР, ныне сёла входят в Вышгородский район Киевской области Украины.
В наградном листе командир полка гвардии подполковник Бударин Н. П. написал:

В боях на Киевском направлении проявил себя исключительно смелым, мужественным и находчивым командиром.
23.9.43 года в числе первых вместе со стрелковыми подразделениями форсировал реку Десну, с ходу прямой наводкой расстреливал фашистов.
24.9.43 года, соорудив из подручных материалов плот, разобрал по частям пушки и в течение 2-х часов ночного времени форсировал реку Днепр, переправил матчасть и боеприпасы в полной боевой готовности. Поддерживал огнём стрелковое подразделение, отражающее яростные атаки превосходящих сил и техники противника, подбив при этом 2 танка, одну самоходную пушку, уничтожил 8 огневых пулемётных точек, подавил огонь миномётной батареи противника, рассеял и уничтожил до 2-х рот пехоты. В боях 2 раза легко ранен, из строя не вышел, оставался командовать батареей.
Указом Президиума Верховного Совета СССР от 17 октября 1943 года за успешное форсировании реки Днепр севернее Киева, прочное закрепление плацдарма на западном берегу реки Днепр и проявленные при этом мужество и геройство гвардии лейтенанту Пугачёву Арсению Филипповичу присвоено звание Героя Советского Союза.
8 октября 1943 года 231-й и 241-й стрелковые полки, проведя силовую разведку, перешли в наступление в направлении на Глебовку и к 16:00 вышли на рубеж: восточные скаты высоты 115,6 — болото Солодкое, где закрепившись вели огневой бой, выясняя систему обороны противника. Авиация противника проводила разведывательные полёты и мелкими группами 5—8 самолётов бомбардировала боевые порядки в районе переправы. Член ВЛКСМ гвардии лейтенант А. Ф. Пугачёв погиб этот день на плацдарме. 11 октября 1943 года 241-й стрелковый полк овладел высотой 115,6 и закрепился там. 16 октября 1943 года части 75-й гвардейской стрелковой дивизии были сменены 121-й стрелковой дивизией, Глебовка была освобождена 4 ноября 1943 года.
Арсений Филиппович Пугачёв похоронен возле села Тарасовичи Вышедубечанского района (укр. Вищедубечанський район) Киевской области. В 1965 году село Тарасовичи было затоплено при заполнении Киевского водохранилища, ныне территория относится к Вышгородскому району Киевской области Украины.
В Великой Отечественной войне участвовали ещё два брата А. Ф. Пугачёва. Старший, Михаил Филиппович, начал войну под Москвой в 1941 году, закончил в Польше в 1945. Младший, Василий Филиппович, погиб 26 июня 1943 года в селе Григорьевка под Киевом.

## Награды
- Герой Советского Союза, 17 октября 1943 года[10]
  - Медаль «Золотая Звезда»
  - Орден Ленина
- Орден Отечественной войны I степени, 21 июля 1943 года[11]
- Медаль «За оборону Сталинграда»

## Память
- На родине Героя в селе Челпаново установлен памятник и посажен парк, названный его именем[3].
- Пугачёв Арсений Филиппович навечно внесён в списки Ленинградского артиллерийского училища[3].